# Human (canção de Christina Perri)
"Human" é uma canção da cantora e compositora estadunidense Christina Perri. A canção foi composta por Perri juntamente de Martin Johnson, no qual também ficou a cargo da produção. "Human" foi lançada como single de avanço do segundo álbum de estúdio de Perri, Head or Heart, em 18 de Novembro de 2013 através da Atlantic Records.

## Precedentes
"Human" foi composta por Perri e Martin Johnson, em abril de 2013, e produzida por Johnson. A canção foi escrita no final de uma longa sessão de composição, e originalmente Perri não tinha certeza se o canção estaria no álbum, porque ela sentiu muito pessoal, mas por causa das reações positivas à música, ela decidiu colocar no álbum e escolheu como o primeiro single. A canção foi lançada no iTunes em 18 de novembro de 2013, e Perri estreou a canção com uma performance no The Queen Latifah Show no mesmo dia.

## Recepção da crítica
Sam Lansky do Idolator aplaudiu a música por ser "devidamente dramática" na sua abordagem, notando que Perri "[canta] seu coração para fora sobre a produção triunfante", resultando no que ele descreveu como uma balada "épica e amiga das rádios". Amy Sciarretto do PopCrush respondeu positivamente à natureza confessional das letras, assim como a voz "angelical" de Perri, na qual ela "mostra uma gama mais ampla do que nunca" em sua entrega. Ela classificou a canção com 3,5 estrelas de 5.

## Vídeo musical
O vídeo musical oficial de "Human" foi lançado em 3 de Janeiro de 2014 e enviado para a conta oficial de Perri no YouTube no dia seguinte. O vídeo foi dirigido por Elliott Sellers e mostra Perri como uma robô sentada numa sala branca com mecânicos trabalhando em seu corpo. Conforme Perri começa a se mover, várias partes do corpo se mostram biônicas. Para o final do vídeo, Perri começa a se transformar de uma máquina em um ser humano como faíscas caindo atrás dela; suas tatuagens reaparecem como um símbolo de sua individualidade e seu coração robótico começa a bombear o líquido ao redor de seu corpo.

## Desempenho nas tabelas musicais

### Posições
| Tabela musical (2013–14)           | Melhor posição |
| ---------------------------------- | -------------- |
| Alemanha (Media Control Charts)    | 59             |
| Austrália (ARIA)                   | 39             |
| Canadá (Canadian Hot 100)          | 71             |
| Espanha (PROMUSICAE)               | 23             |
| Estados Unidos (Billboard Hot 100) | 31             |
| Estados Unidos (Adult Top 40)      | 10             |
| Reino Unido (OCC)                  | 14             |

## Certificações
| Região                | Certificação |
| --------------------- | ------------ |
| Estados Unidos (RIAA) | Platina      |

## Histórico de lançamento
| Região         | Data                   | Formato          | Gravadora        |
| -------------- | ---------------------- | ---------------- | ---------------- |
| Estados Unidos | 18 de novembro de 2013 | Download digital | Atlantic Records |
| Canadá         | 18 de novembro de 2013 | Download digital | Atlantic Records |
| Reino Unido    | 10 de março de 2014    | Download digital | Atlantic Records |